# Роша Силвейра, Николь
Николь Роша Силвейра (порт.-браз. Nicole Rocha Silveira; род. 7 мая 1994, Риу-Гранди, Риу-Гранди-ду-Сул) — бразильская скелетонистка, участница зимних Олимпийских игр 2022 годов, призёр этапов Кубка мира.

## Спортивная карьера
Силвейра дебютировала на чемпионате мира по скелетону в 2019 году в Уистлере, заняв 25-е место. На следующем чемпионате планеты в Альтенберге Николь финишировала на 24-м месте. Дебютировала на этапах Кубка мира по скелетону в сезоне 2020/21 годов, где приняла участие только в 5 из 8 запланированных гонок и заняла 22-е место в общем зачете. На чемпионате мира 2021 года Сильвейра финишировала 17-й.
Сезон 2021/22 годов она начала с трех побед на Североамериканском кубке в Уистлере, выиграла еще одну гонку Межконтинентального кубка также в Уистлере и выиграла еще две гонки Североамериканского кубка в Парк-Сити. На зимних Олимпийских играх 2022 года в Пекине по результатам четырёх спусков стала 13-й.
На чемпионате мира 2024 года она показала свой лучший результат, заняв 13-е место. На Кубке мира по скелетону 2024/25 годов Сильвейра впервые в карьере поднялась на подиум — третье место в Пхёнчхане на I этапе. В январе 2025 года вновь была третьей на этапе Кубка мира в Санкт-Морице. В общем зачёте Кубка мира заняла шестое место (ранее ни разу не поднималась выше 11-го места). В марте на чемпионате мира в Лейк-Плэсиде заняла 4-е место в одиночках.
Николь состоит в отношениях с коллегой по виду спорта скелетонисткой Ким Мейлманс, представляющую Бельгию.